# PETR Ouest Charente - Pays du cognac
Le PETR Ouest Charente - Pays du Cognac, anciennement le Pays Ouest Charente-Pays du Cognac est une structure de regroupement de collectivités locales françaises, située dans le département de la Charente.

## Histoire
Le pays a été reconnu en périmètre définitif (82 communes) dans le cadre de la loi UH par le Préfet de Région le 28 octobre 2004. Il avait été reconnu au titre de la loi Pasqua par arrêté préfectoral du 9 décembre 1998 sur un périmètre constitué de 87 communes.
L'origine du pays remonte à 1985 avec la création du Syndicat d'études pour la charte intercommunale de développement et d'aménagement des cantons de Châteauneuf, Cognac-Nord, Cognac-Sud, Hiersac, Jarnac, Rouillac et Segonzac.
Dans les années 2010, la structure est devenue un Pôle d'équilibre territorial et rural (PETR).
Le Conseil de Développement du pays a été créé en septembre 2002.

## Composition
Elle regroupe en 2017, 78 communes, qui adhèrent toutes à une communauté de communes ou à une communauté d'agglomération. 
Ces communautés de communes sont au nombre de 2 :
- Communauté d'agglomération du Grand Cognac
- Communauté de communes du Rouillacais.

Chiffres clés :
- Superficie : 17,50 % du département de la Charente.
- Population : 23,02 % du département de la Charente.
- Évolution annuelle de la population (entre 1990 et 1999) : -0,15 % (-0,08 % pour le département).
- 7 cantons concernés : Châteauneuf, Cognac-Nord, Hiersac, Jarnac, Rouillac, Segonzac et Cognac-Sud.
- 6 villes de plus de 2 000 habitants : Châteaubernard, Châteauneuf-sur-Charente, Cherves-Richemont, Cognac, Jarnac et Segonzac.
- 1 ville(s) de plus de 15 000 Habitants : Cognac.

### Présidence
Séverine Caillé, maire de Saint-Sévère, depuis le juillet 2022.